# Струков, Ананий Петрович
Ана́ний Петро́вич Стру́ков (1851—1922) — русский политический и государственный деятель.

## Биография
Родился 16 (28) марта 1851 года. Происходил из потомственных дворян Екатеринославской губернии Струковых. Один из восьми сыновей богатейшего помещика Екатеринославской губернии генерал-майора Петра Ананьевича Струкова (1803—1881) от брака его с фрейлиной Анной Алексеевной Арбузовой (1820—1882). Братья: А.П.Струков, Д.П.Струков.
Учился в Ларинской гимназии в Петербурге. В 1875 году окончил Императорский Санкт-Петербургский университет со степенью кандидата прав. Поступил на службу в Государственную канцелярию, где служил до 1882 года с перерывом на время Русско-турецкой войны 1877—1878, когда он состоял при канцелярии главнокомандующего великого князя Николая Николаевича и был начальником наградного отделения полевого штаба.
Камер-юнкер (1877), камергер (1889), действительный статский советник (1895), удостоен придворного звания «в должности гофмейстера» (1899), пожалован чином гофмейстера (1904).
Избирался почетным мировым судьей Екатеринославского уезда (1886), Екатеринославским губернским предводителем дворянства (1886—1902), состоял почетным членом Александровского уездного попечительства детских приютов. В Екатеринославе жил в собственном доме по Новодворянской улице.
В 1906 году был избран в члены Государственного Совета от екатеринославского дворянства, а в июле 1912 года — Высочайшим указом назначен членом Государственного Совета. Входил в правую группу, ежегодно избирался членом постоянной комиссии законодательных предположений и других временных комиссий. 
В Санкт-Петербурге жил на Васильевском острове (2-я линия, № 23). После смерти своего старшего брата Александра Петровича Струкова в 1914 году переехал с семьёй в родовой дом на Английской набережной (№ 52; со стороны Галерной, № 53).
Стоял у истоков Объединённого Дворянства, был членом Постоянного Совета, после смерти князя Н. Ф. Касаткина-Ростовского в 1908 году избран товарищем председателя Совета. В 1913–1916 годах – председатель Постоянного совета.
После 1917 года эмигрировал в Болгарию. Умер 12 апреля 1922 года в Софии. Похоронен на Центральном Софийском кладбище.

## Награды
- Орден Святого Владимира 4-й степени с мечами (1878)
- Высочайшая благодарность (1896)
- Орден Святого Станислава 1-й степени (1897)
- Орден Святой Анны 1-й степени (1900)
- Высочайшая благодарность (1902)
- Орден Святого Владимира 2-й степени (1904)
- Орден Белого Орла (1909)
- Орден Святого Александра Невского (1913)
- Медаль «В память Русско-Турецкой войны 1877—1878 гг.»
- Медаль «В память коронации императора Александра III»
- Медаль «В память царствования императора Александра III»
- Медаль «В память коронации Императора Николая II»
- Медаль «В память 300-летия царствования дома Романовых» (1913)

Иностранные:
- румынский Орден Короны, рыцарский крест (1878)
- сербский Орден Таковского креста, офицерский крест (1878)
- румынский Железный крест (1878)

## Семья
11 января 1884 года в Ницце сочетался браком с княжной Ольгой Александровной Вяземской (1864—1943, Франция).  
Их дети и внуки: 
- Пётр (1884—1920), выпускник Александровского лицея (1904), корнет Кавалергардского полка. Умер от сыпного тифа в Новороссийске в январе 1920 года[3][4].
- Ксения (1886—1961), в 1-м браке замужем за бароном Бильдерлингом Петром Алексеевичем (1884/5—1920)[5], сыном А.А.Бильдерлинга, во 2-м — за Николаем Владимировичем Буторовым (1884—1970), выпускником Александровского лицея, племянником Н.Н.Давыдова, правнуком поэта Дениса Давыдова; в эмиграции жили во Франции[3]. 
  - Внуки: Александр Петрович Бильдерлинг (1910—1996), женат на Екатерине Феофиловне Мейендорф (1914-2005), дочери Ф.Ф.Мейендорфа; Елена Петровна Бильдерлинг (1917—1966), замужем за А.А.Беннингсеном; Ксения Николаевна Буторова (в замуж. Паскалис; 1929—2024) передала российскому издательству для публикации воспоминания своего отца — «Прожитое»[6].
- Александр (1890—1924), воспитанник Императорского училища правоведения (1911)[7], штабс-ротмистр Кавалергардского полка. Убит в своем имении Минской губернии[4][8]. Его дочь — Ирина Александровна Струкова (1924—?)
- Александра (Дина) (1990—1993), в эмиграции во Франции.